# یواس‌اس دیترویت (سی-۱۰)
یواس‌اس دیترویت (سی-۱۰) (به انگلیسی: USS Detroit (C-10)) یک کشتی بود که طول آن ۲۶۹ فوت ۶ اینچ (۸۲٫۱۴ متر) بود. این کشتی در سال ۱۸۹۱ ساخته شد.